# Diecezja betlejemska
Diecezja betlejemska (łac. Dioecesis Bethleemitanus, fr. Diocèse de Bethléem) – historyczna rzymskokatolicka diecezja ze stolicą w Betlejem w Królestwie Jerozolimskim. Biskupi betlejemscy byli sufraganami łacińskich patriarchów Jerozolimy.
Obecnie istnieje tytuł biskupa betlejemskiego przyznawany biskupom tytularnym. Ostatnim tytularnym biskupem Betlejem był zmarły 1987 Louis-Séverin Haller CRA - opat Saint-Maurice d’Agaune.

## Historia
Diecezja betlejemska powstała po sukcesie I wyprawy krzyżowej. W 1099 krzyżowcy mianowali pierwszego biskupa Betlejem Arnolfo. Diecezja została kanonicznie uznana w 1109 przez papieża Paschalisa II. W tym też roku diecezja betlejemska została połączona z diecezją Aszkelon tworząc diecezję betlejemsko-aszkelońską.
W 1223 przeniesiono siedzibę biskupią do francuskiego Clamecy. W 1378 papież Grzegorz XI utworzył diecezję Betlejem-Clamecy. Została ona zlikwidowana w 1801.
Od 1840 mianowani są biskupi tytularni Betlejem.

## Biskupi Betlejem

### Biskupi Betlejem-Aszkelon
- Arnolfo (1099-1103) niekanoniczny
- Aschetino (1110 – 1123?)
- Anselmo (1132? – 1142?)
- Giraldo (1147? – 1152?)
- Raul (1155 – 1173)
- Alberto (1177? – 1179?)
- Rodolfo (? – 1191) następnie mianowany patriarchą Jerozolimy
- Piero (1204? – 1205)
- Tommaso (1207? – ?)
- Rainierio (1210? – 1223?)

### Biskupi tytularni Betlejem po 1840
wszyscy biskupi tytularni Betlejem po 1840 byli opatami Saint-Maurice d’Agaune
- Etienne-Barthélemy Bagnoud CRA (1840 - 1888)
- Joseph Paccolat CRA (1889 – 1909)
- Joseph-Emile Abbet CRA (1909 – 1914)
- Joseph-Tobie Mariétan CRA (1914 – 1931)
- Bernard Alexis Burquier CRA (1932 – 1943)
- Lois-Séverin Haller CRA (1943 – 1987)
- vacat (1987 - nadal)